# CD-i
CD-i（コンパクトディスクインタラクティブ）とは、1986年にオランダのフィリップス社が提唱したコンパクトディスクを用いた対話的環境のための規格である。規格書が緑色であるため、グリーンブックと呼ばれる。最後の"i"は以前は大文字で、現在は小文字になっている。
なお、CD-i規格に対応したCD-iプレーヤーに関しても本項で述べる。

## 規格の内容
CDで対話的環境を構築するための、CDに記録すべき内容。対話的（インタラクティブ）なアプリケーションとは、利用者の操作内容に対応して、さまざまな情報を再生するようなCDソフトを指し、判り易い具体的な例としてはゲームソフトが該当する。このためには、単なるCDプレーヤーではなく、コンピュータを内蔵した再生機器が必要であり、この再生機器の仕様についても定義されている。
CD-I Ready
CD-DAとの互換性を確保することを目的とした規格。音楽用CDプレーヤーで再生すると、オーディオ部分のみが再生され、CD-Iプレーヤーで再生すると、CD-Iとして認識される。
CD-I Bridge
CD-ROM XAディスクをCD-Iプレーヤーで扱えるようにした規格。フォトCDで採用された。
CD-BGM
シナノケンシがサブセットとしてインタラクティブ機能を省いた業務用BGMシステムを提唱し、1989年にCD-BGMとして規格化された。
CD-I DV
DVはDigital Videoの略である。MPEG-1の再生ができるようにするため、フィリップスが1992年に規格した。ビデオCDプレーヤーとも互換性がある。

## CD-iプレーヤー

### 再生機器の規格
再生機器は、CD-iプレーヤーと呼ぶ。構造は、組み込みコンピュータを内蔵したCDプレーヤーである。CPUはモトローラMC680x0、及びフィリップス社製SCC68070等のアーキテクチャ互換MPU、OSはCD-RTOSを使用する事と定められている。

#### CD-RTOS
CD-RTOSとは、CompactDisk - Real-Time Operating Systemの略である。アメリカのMicroware社（現RadySys社）が販売しているOS-9/68000 Ver.2.3が元に、主要な版であるCD-RTOS Ver.1.1は、OS-9 Ver.2.4.3がベースとなっている。実際は、CD-iのためのモジュールをいくつか追加したOS-9そのものである。追加されたファイルマネージャは、UCM(DSM+PSL)、CDFM、NVFMである。
動画再生機能は、CD-i/RAVE(RealTime Audio/Visual Extension)と呼ばれる別のモジュールで提供される。
CD-RTOSの特徴
リアルタイム・マルチタスク - ゲーム中CDの読み込みなど待たされずに操作が可能。
モジュール構造 - ビデオ再生機能、ユーザインタフェース機能など、自由に交換、更新が可能。
安定性 - 充分に枯れたOSを基本としているため、フリーズなどとは無縁。
通常のOS-9から追加されたモジュール
UCM(User Communication Manager) - グラフィック、MMIを管理する。
CDFM(CompactDisk File Manager) - グリーンブック規格のCDの読み込みを行う
CSD(Configuration Status Descriptor) - CD-iプレイヤーの機種ごとの差異を吸収するための管理データを保持する。
NVFM(Non-volatile File Manager) - セーブデータを管理するためのデータファイルを保持する不揮発性ファイルマネージャ。
MPFM - MPEG-1ファイルを再生するためのファイルマネージャモジュール、実際のMPEG再生LSIのドライバと分離した構造になっており、汎用性が高い。

### プレーヤーの特徴

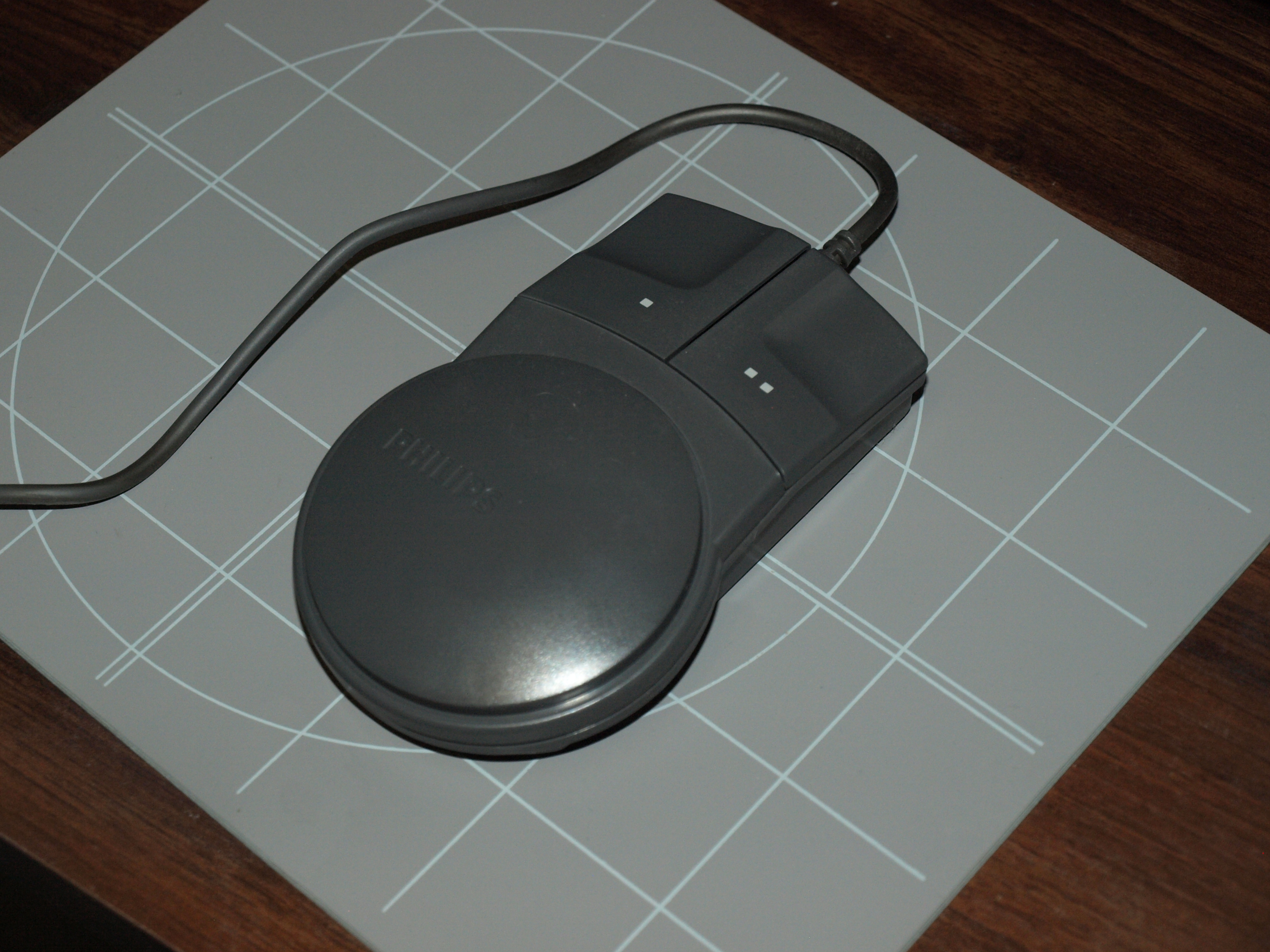
CD-iに対応したマウス

- ビデオ出力つきで、NTSC、PAL規格のテレビジョン受像機に接続可能。
- 7.6MHz(3.579545MHz×2）駆動のMC68000以上の速度の32ビットMPUを搭載。
- 動画再生機能はオプション、または標準装備であり、ISO11172規格に基づくMPEG-1、ビデオCDの再生が可能。
- マウス、ジョイパッド、トラックボール等の入力機器をシームレスに同時使用可能。
- 曲目等のデータを表示、保存できる高機能CD再生機能を装備。

### 発売品

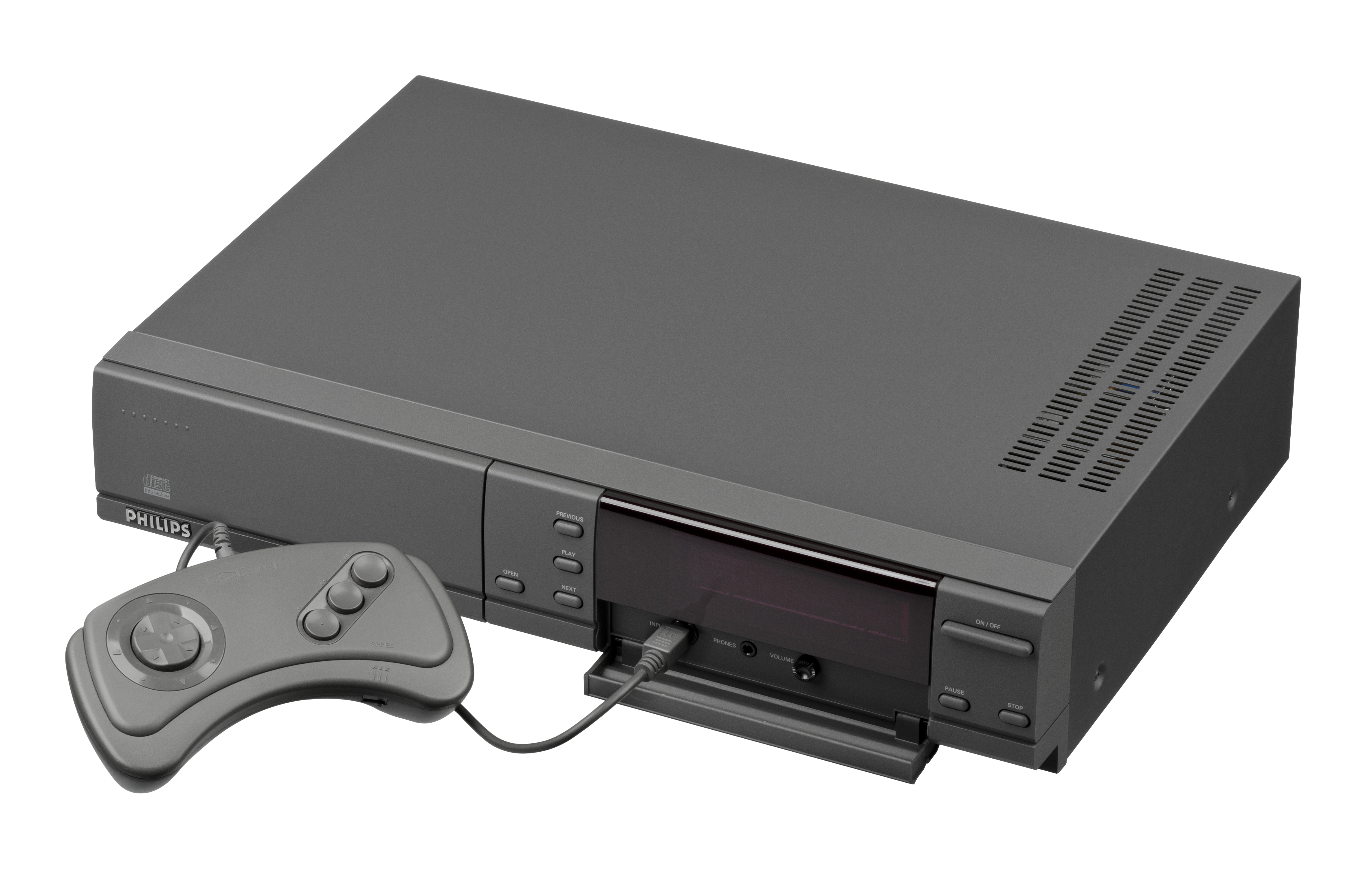
フィリップスCDI220

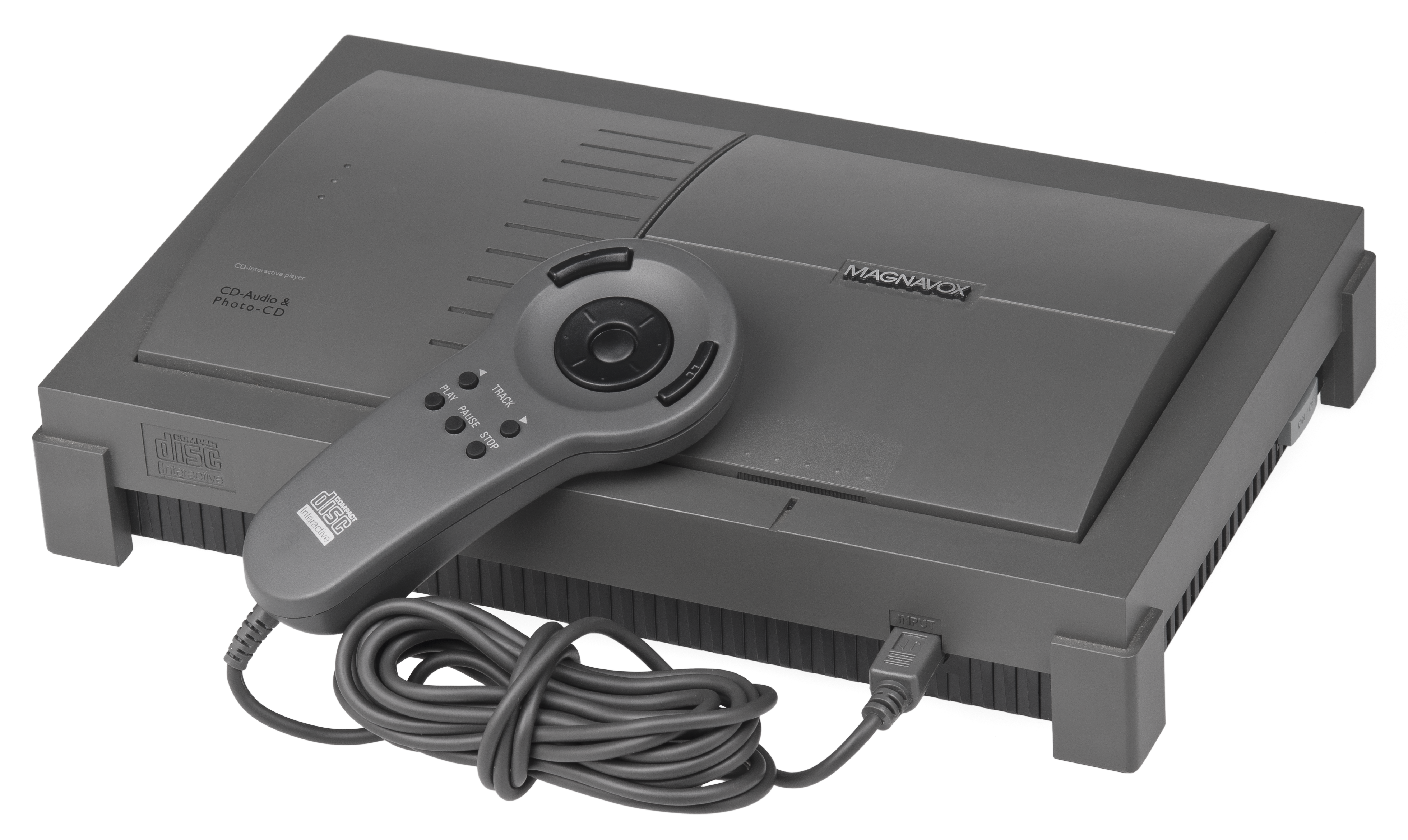
フィリップスCDI450

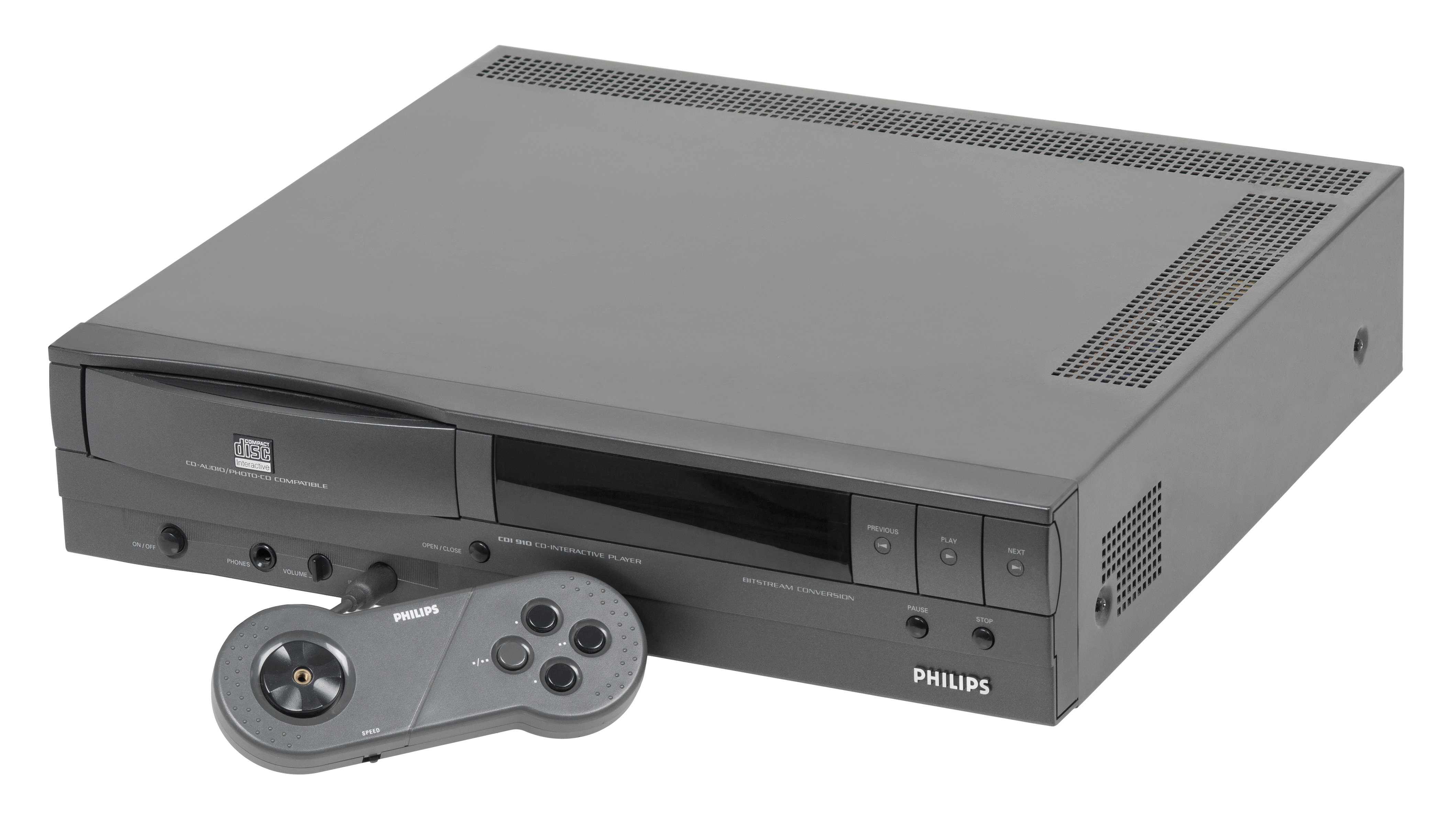
フィリップスCDI910

Phiipscdi.comを基に、日本国外で発売されたモデルも含めて記載する。
フィリップス
CDI100シリーズ - 180/181/182 業務用モデル。
1988年発表。京セラと共同開発。
CDI200シリーズ - 205/210/220 一般用モデル。
205 - 1992年発売に欧州で発売。北米のCDI910と同等。
210 - CDI220の廉価版。
220 -
CDI300シリーズ - 310/350/360/370 携帯型モデル。
310 - 3.5インチのフロッピーディスクドライブを搭載。ディスプレイはなし。
350 - CDI360の廉価版。
360 - LCDディスプレイを搭載。
370 - LGエレクトロニクス製造。
CDI400シリーズ - 450/470/490
450 - 1994年発売。TVゲーム機風の筐体を持つ。最廉価な形式だが、日本国内では、3～4万円程度した。
470 - ミニデッキサイズ。490の廉価版。
490 -
CDI550 - CDI450に、動画再生機能を付加したもの。
CDI600シリーズ - 601/602/604/605/615/660/670 プロ仕様モデル。
601 -
602 - 601にフロッピーディスクドライブを搭載したもの。Digital Videoカートリッジに非対応。
604 - 602にDigital Videoカートリッジに対応したもの。
605 - CD-iのオーサリングに対応。
615 -
660 -
670 - 660にDVDとZIPドライブに対応したもの。
CDI740 - フィリップスの最終モデル。
ゴールドスター
GDI700 -
GDI750/1000 - フィリップスのCDI450を基にしたもの。
GDI1100/1200 - 携帯型モデル。1100はLCDがない廉価版。
ソニー
IVO-V10/11 - 1990年9月27日に発売した業務用携帯型モデル。一般向けには販売されなかった。
マスプロ電工
日本でカーナビ+ポータブルCD-iプレーヤーを発売した。
マグナボックス
マナスペース（manna space）

## ソフトウェア

### 市販品
Philips Interactive Media
輸入/発売元は日本マランツ
| 型番        | タイトル                                |
| ----------- | --------------------------------------- |
| 310690034-2 | PIN BALL                                |
| 310690063-2 | DIMO'S QUEST                            |
| 310690097-2 | LITTLE MONSTER AT SCHOOL                |
| 310690138-2 | DRAGON'S LAIR                           |
| 310690271-2 | ALIEN GATE                              |
| 310690294-2 | KEEP THE FAITH AN EVENING WITH BON JOVI |
| 31J690188-2 | テトリス                                |

JIM (ジャパンインタラクティブメディア)
JIMはポリグラム、ポニーキャニオン、ヤマハが共同で設立した会社。
| 型番       | タイトル                                                |
| ---------- | ------------------------------------------------------- |
| PCIM-00001 | 太陽を刈り取る人-フィンセント・ファン・ゴッホ-          |
| PCIM-00002 | ぬりえあそび I                                          |
| PCIM-00003 | PINBALL                                                 |
| PCIM-00004 | ぬりえあそび II                                         |
| PCIM-00005 | シーザースパレス 華麗なるギャンブルの世界               |
| PCIM-00006 | ゴルフゲーム パーム・スプリングス オープン              |
| PCIM-00007 | 海戦ゲーム バトルシップ                                 |
| PCIM-00008 | 斉藤由貴 ｢ANNIVERSARY｣                                  |
| PCIM-00009 | F-1 グランプリ データブック                             |
| PCIM-00010 | リチャード・スカリーの忙しい仲間たち                    |
| PCIM-00011 | リチャード・スカリーの最高に楽しい仲間たち              |
| PCIM-00012 | セサミストリート もじあそび                             |
| PCIM-00013 | セサミストリート かずあそび                             |
| PCIM-00014 | ルイ・アームストロング                                  |
| PCIM-00015 | パバロッティ                                            |
| PCIM-00016 | アニメーションジュークボックス                          |
| PCIM-00017 | フィレンツェ・ルネッサンス                              |
| PCIM-00018 | CD-I ゴルゴ13                                           |
| PCIM-00019 | CD-I Mah-jong                                           |
| PCIM-00020 | リチャード・スカリーの忙しい仲間たち 日本語吹替版       |
| PCIM-00021 | リチャード・スカリーの最高に楽しい仲間たち 日本語吹替版 |
| PCIM-00023 | 東京私立校受験ガイド リセエンヌ グラフィックス          |
| PCIM-00024 | サイバーソルジャー写楽                                  |
| PCIM-00025 | モーツァルト～その音楽と生涯～                          |
| PCIM-00026 | フランス印象派                                          |
| PCIM-00029 | ホロスコープ 西洋占星術                                 |
| PCIM-00030 | ジェームス・ブラウン                                    |
| PCIM-00031 | テトリス                                                |
| PCIM-00034 | アメリカンフォークアートの世界                          |
| PCIM-00035 | ミスティック・ミッドウェイ                              |
| PCIM-00036 | アースリズム -大地の響き-                               |
| PCIM-00037 | レボリューションインカラー ロシア近代絵画の黎明         |
| PCIM-00038 | ジグソー                                                |
| PCIM-00039 | コネクション4                                           |
| PCIM-00040 | クリスマス・フェイバリット 〜みんなで歌おうクリスマス〜 |
| PCIM-00041 | トッドラングレン・インタラクティブ                      |
| PCIM-00042 | ビデオ・スピードウェイ                                  |
| PCIM-00043 | リズムメーカー                                          |
| PCIX-00001 | CD-I あいうえお                                         |

CRC総合研究所
CRCCDI01 - 生駒佳与子のEnjoyゴルフ
NHK情報ネットワーク
JNCI-00001 - 日本酒のすべて
東芝EMI
JTI-1〜JTI-172 - CDIカラオケ
アルク
ISBN 978-4-87234-122-5 - シミュレーション英会話・CD-I体験アメリカ旅行

### 非売品
マナスペースのCD-iに付属
B to D Business
Mother Network Business
Network Shopping
Travel Business
展示会などでの評価用ディスク
CD-I 植物図鑑

## 反響
日本において、CD-iプレーヤーは1990年4月から9月に行われた国際花と緑の博覧会で初披露となった。展示場所は政府苑とVIPルーム、国際陳列館、咲くやこの花館、いちょう館、売店などの合計26台。出展メーカーはフィリップス、ソニー、松下電器、ヤマハ、富士通テン、三洋電機、パイオニア、シャープ(ヤマハOEM)、リコー(フィリップスOEM)だった。
北米ではCDI910が1991年12月の発売で、光学メディアを採用したゲーム機としては日本電気ホームエレクトロニクスのPCエンジンに次いで2番手、欧州ではCDI205が1992年6月の発売で光学メディアを採用したゲーム機としては初であった。ゲーム機としてのCD-iは、当時としては良質なムービーを表現できる特徴があり、映像に合わせて行動を起こすレーザーディスクゲームの移植が多く行われた。
日本ではCD-iプレーヤーは1992年4月に発売された。しかしムービーを表現できる点はPCエンジンやセガのメガCDなどの家庭用ゲーム機が先行しており、またIBMのPC/AT互換機パソコンにもシェア争いで苦戦を強いられた。
1992年12月に日本フィリップスは「Philips CD-i CLUB」を立ち上げ、CD-iプレーヤー購入者への情報提供を行ったり、1994年11月からはカルチュア・コンビニエンス・クラブ(CCC)の関連会社であるレントラックジャパンと提携して、レンタルショップでプレーヤーやソフトの貸し出しを行うなどユーザー層の拡大を図ったが、同年に同じく光学ドライブを採用したゲーム機としてセガのセガサターンやSONYのPlayStationが発売され、ソフトの質や本体性能面において後塵を拝した。
売れ行きが苦戦したのは主に以下の点である。
1. 日本では開発の遅延やコンテンツの不足かつPC-FXやセガサターンのようにハードウェア末期においても需要のあるジャンルがなかった。
2. 日本国外では『HOTEL MARIO』や『Link: the Faces of Evil』など任天堂のIPを活用した作品群[注釈 2]がテコ入れで投入されたものの、質の悪さから却って売り上げを悪化させた。
3. 日本での知名度は低く、ソニーがかつて開発していた『スーパーファミコン互換のCD-ROMゲーム機』としてのPlayStationに関連して言及されるため、名前だけ知っていても、日本国内に限ればピピンアットマークよりも販売台数が振るわず、実際に触ったことのある人は非常に少なかった[注釈 3]。

市場から撤退する1998年までの全世界推定販売台数はおよそ57万台である。
プレーヤーの生産終了後、CD-iは規格に合致するためにだけ、PhotoCDのディスクの中に再生アプリケーションが書き込まれている程度で、ほとんど規格書の中だけの存在となっている。

## 後世での評価
早苗月ハンバーグ食べ男は、光学ドライブがCD-i以後のコンピュータゲーム機の標準メディアとなったことを、OUYAの惨敗後にPlayStation/Xboxの最新モデルがデジタル専用のバリエーションを展開したことになぞらえ、「『失敗した先駆者』は数年先のトレンドを占うものでもあります。その意味でCD-iは重要な規格だったと言えるでしょう。」としている。